# Banjaran (Banjaran)
Banjaran is een bestuurslaag in het regentschap Majalengka van de provincie West-Java, Indonesië. Banjaran telt 2278 inwoners (volkstelling 2010).